# Damora ocellata
Damora ocellata är en fjärilsart som beskrevs av Durand 1931. Damora ocellata ingår i släktet Damora och familjen praktfjärilar. Inga underarter finns listade i Catalogue of Life.